# Michael Schmidt
Pour l’historien allemand, voir Michael Ignaz Schmidt.
Pour les articles homonymes, voir Schmidt.
Michael Schmidt est un photographe allemand né le 6 octobre 1945 à Berlin et mort le 24 mai 2014 dans la même ville.

## Biographie
Né à Berlin en 1945, où il vivait et travaillait, Michael Schmidt a photographié sa ville pendant presque vingt ans,.
Il crée en septembre 1976 à Berlin dans le quartier de Kreuzberg une école de photographie, Werkstatt für Photographie (de), qui fonctionne jusqu'en 1986,.
Il meurt à 68 ans, le 24 mai 2014, quelques jours après avoir reçu le prix Pictet,.

## Publications
- Berlin Kreuzberg, Bezirksamt Kreuzberg, Berlin, 1973[2].
- Bezirksamt Wedding von Berlin (coll.): Michael Schmidt – Berlin-Wedding, Berlin, 1978.
- Stadtlandschaften 1981, Berlin, 1981.
- Bilder 1979–1986, Hanovre, 1987.
- Waffenruhe, Dirk Nishen Verlag, Berlin, 1987.
- Ein-heit, Scalo-Verlag, Zürich, 1996.
- Frauen, Buchhandlung Walther König, Cologne, 2000.
- Irgendwo/Anywhere, Snoeck-Verlag, Cologne, 2005.  (ISBN 3-936859-18-3)
- 89/90, Snoeck-Verlag, Cologne, 2010.  (ISBN 978-3-940953-43-8)
- Natur, Londres, Mack, 2014, 104 p. (ISBN 978-1907946585)

## Expositions
- 9 décembre 1987 - 17 janvier 1988 : Michael Schmidt. Bilder 1979-1986 Sprengel Museum, Hanovre[6].
- 13 janvier - 10 février 1991 : Michael Schmidt. Lebensmittel, Kunstverein, Göttingen.
- 4 mars - 13 mai 2012 : Michael Schmidt. Lebensmittel, Museum Morsbroich, Leverkusen ; puis :
  - 15 juin - 26 août 2012 : Galerie im Taxispalais, Innsbruck ;
  - 12 janvier - 1er avril 2013 : Martin-Gropius-Bau, Berlin.
- 23 août 2020 -17 janvier 2021 : Michael Schmidt. Photographies 1965-2014, Museum für Gegenwart. Nationalgalerie im Hamburger Bahnhof, Berlin ; puis : 
  - 11 mai - 29 août 2021 : Michael Schmidt, 1965-2014. Une autre photographie allemande, Jeu de Paume, Paris[7],[8],[2] ;
  - 21 septembre 2021 - 28 février 2022 : Museo Nacional Centro de Arte Reina Sofía, Madrid ;
  - 24 mars - 12 juin 2022 : Albertina, Vienne.

## Prix
- 2014 : prix Pictet pour son enquête photographique sur l’alimentation et l’industrie alimentaire en Europe, Lebensmittel (2006 et 2010)[5],[9].